# Ingrid Gamer-Wallert
Ingrid Gamer-Wallert (geborene Wallert; * 3. Februar 1936 in Lyck, Ostpreußen) ist eine deutsche Ägyptologin.
Ingrid Wallert wurde im August 1962 an der Universität München mit einer Dissertation zu den Palmen im Alten Ägypten promoviert. 1962/63 war sie Inhaberin des Reisestipendiums des Deutschen Archäologischen Instituts und habilitierte sich 1968 an der Universität Tübingen mit der Arbeit „Fische und Fischkulte im Alten Ägypten“. Danach arbeitete sie am Tübinger Atlas des Vorderen Orients mit, über Jahre hinweg als dessen 2. Sprecherin. 1974 wurde sie zur außerplanmäßigen Professorin ernannt und lehrte seit 1978 bis zu ihrer Versetzung in den Ruhestand als Professorin für Ägyptologie am Ägyptologischen Institut der Universität. Von 1990 bis 1994 war sie Vizepräsidentin der Universität Tübingen.
Ingrid Gamer-Wallert war unter anderem an den Grabungen am Löwentempel von Naq'a (Sudan) und der Aufarbeitung der ägyptischen und ägyptisierenden Funde aus Gräbern der hispanischen Halbinsel beteiligt. Zudem erkundete sie für ein Projekt der Breuninger Stiftung unbekannte Ägyptologica in schwäbischen Wohnstuben. Seit 2006 war sie, im Rahmen der unter der Leitung von Farouk Gomaà stattfindenden Ausgrabung im Grab des Montuemhat in Theben-West (TT34), mit der Bearbeitung der Reliefszenen der Pfeilergänge des Zweiten Lichthofes betraut. Gamer-Wallert ist korrespondierendes Mitglied des Deutschen Archäologischen Instituts und der Real Academia de Bellas Artes de Santa Isabel de Hungría in Sevilla. Zusammen mit Hellmut Brunner gab Gamer-Wallert die Tübinger ägyptologische Beiträge heraus.
Ingrid Wallert war mit dem Klassischen Archäologen Gustav Gamer verheiratet.

## Schriften
Monografien:
- Die Palmen im Alten Ägypten. Eine Untersuchung ihrer praktischen, symbolischen und religiösen Bedeutung. (= Münchner Ägyptologische Studien. Band 1). Verlag Bruno Hessling, Berlin 1962.
- Der verzierte Löffel. Seine Formgeschichte und Verwendung im Alten Ägypten (= Ägyptologische Abhandlungen. Band 16), Harrassowitz, Wiesbaden 1967.
- Fische und Fischkulte im Alten Ägypten (= Ägyptologische Abhandlungen. Band 21). Harrassowitz, Wiesbaden 1970, ISBN 978-3-447-00779-5.
- Ägyptische und ägyptisierende Funde von der Iberischen Halbinsel (= Tübinger Atlas des Vorderen Orients. Beihefte. Reihe B, Geisteswissenschaften, Nummer 21). Reichert, Wiesbaden 1978, ISBN 3-88226-019-X.
- mit Karola Zibelius: Der Löwentempel von Naq'a in der Butana (Sudan). Teil I: Forschungsgeschichte und Topographie (= Tübinger Atlas des Vorderen Orients. Beihefte. Reihe B, Geisteswissenschaften, Nummer 48, Band 1). Reichert, Wiesbaden 1983, ISBN 978-3-88226-158-5.
- Der Löwentempel von Naq'a in der Butana (Sudan). Teil III: Die Wandreliefs. 1. Text. 2. Tafeln (= Tübinger Atlas des Vorderen Orients. Beihefte. Reihe B, Geisteswissenschaften, Nummer 48, Band 3). Reichert, Wiesbaden 1983, ISBN 978-3-88226-160-8.
- Vermerk: Fundort unbekannt. Ägyptologische Entdeckungen bei Privatsammlern in und um Stuttgart. Attempto, Tübingen 1997, ISBN 3-89308-255-7.
- Von Giza bis Tübingen. Die bewegte Geschichte der Mastaba G 5170. Klöpfer & Meyer, Tübingen 1998, ISBN 3-931402-33-9 (Digitalisat).
- Graf Eberhards Palme. Vom persönlichen Zeichen zum Universitätslogo. Silberburg-Verlag, Tübingen 2003, ISBN 3-87407-565-6.
- Die Wandreliefs des Zweiten Lichthofs im Grab des Monthemhat (TT 34). Versuch einer Zeichnerischen Rekonstruktion. (= Contributions to the Archaeology of Egypt, Nubia and the Levant. Band 2) (= Denkschriften der Gesamtakademie. Band 75). Verlag der Österreichischen Akademie der Wissenschaften, Wien 2013, ISBN 978-3-7001-7198-0.
- Die Tübinger Mastaba. Eine altägyptische Opferkammer aus Giza. (= Kleine Monographien des MUT. Band 1). Museum der Universität Tübingen (MUT), Tübingen 2014, ISBN 978-3-9812736-9-4.

Herausgeberschaften:
- mit Antonio Tovar und Wolfgang Röllig: Historia del Antiguo Oriente. Barcelona 1984.
- Troia. Brücke zwischen Orient und Okzident. Attempto, Tübingen 1992, ISBN 3-89308-150-X.
- Gegengabe. Festschrift für Emma Brunner-Traut. Attempto, Tübingen 1992, ISBN 3-89308-143-7.
- mit Gabriele Steffen: Tübingen. Eine Stadt und eine Universität. Attempto Tübingen 1992, ISBN 3-89308-225-5.